# Na marginesie życia
Na marginesie życia – książka autobiograficzna autorstwa Stanisława Grzesiuka.
Została wydana w kwietniu w 1964 roku, tj. rok po śmierci pisarza.

## Fabuła
Opowiada historię zmagań głównego bohatera z gruźlicą, która była „pamiątką” po pobycie w niemieckich obozach koncentracyjnych. Grzesiuk, mimo trudnego położenia, nie poddaje się, stara się sobie radzić, zachowuje poczucie humoru.